# Glen-Canyon-Brücke
Die Glen-Canyon-Brücke war die höchste und ist nun die dritthöchste Stahlbogen-Brücke der USA. Sie überquert als Teil des U.S. Highways 89 den durch den Glen Canyon fließenden Colorado River knapp unterhalb des Glen Canyon Dam bei Page in Arizona.

## Beschreibung
Die insgesamt 387,4 m (1128 ft) lange Straßenbrücke verbindet die Abbruchkanten des Glen Canyon und überquert das Bett des Colorado River in einer Höhe von 213 m (700 ft). Bei ihrer Eröffnung im Jahr 1959 war sie die zweithöchste Brücke der Welt; im Jahre 2018 ist sie in den USA auf Platz 4 und weltweit nicht mehr unter den ersten 30 zu finden.
Die Brücke überquert die Schlucht mit einem großen Bogen mit einer Stützweite von 313,3 m (1028 ft), dessen Pfeilhöhe 50,3 m (165 ft) beträgt. Der Bogen wird aus zwei Fachwerkträgern gebildet, deren Gurte aus Hohlkästen bestehen. Der Abstand zwischen den oberen und unteren Gurten nimmt von 11,28 m (37 ft) an den Kämpfern auf 6,70 m (22 ft) im Scheitel ab. Sie sind mit horizontalen und diagonalen Streben miteinander verbunden und versteift. Die Widerlager, auf die sich die Bögen aufstützen, wurden in die annähernd senkrechte Felswand einbetoniert. Der Fahrbahnträger ist mit langen, dünnen Stützen mit rechteckigem Hohlquerschnitt auf die Fachwerkträger aufgeständert. Die Fahrbahn besteht aus einer 15 cm (6 inches) dicken, bewehrten Betondecke.
Die Brücke ist insgesamt 11,58 m (38 ft) breit, aufgeteilt in eine 9,14 m (30 ft) breite zweistreifige Fahrbahn und zwei 1,22 m (4 ft) breite Gehwege.

## Geschichte
Als der US-Congress am 11. April 1956 den Bau des Glen Canyon Dam beschloss, gab es rund um die zukünftige Baustelle nur Wüste. Der nächste Ort war das 214 km entfernte Flagstaff, Arizona, im Süden mit einer Straße bis zur Ansiedlung Bitter Springs und das 114 km entfernte Kanab, Utah im Westen. Es mussten zunächst Straßen von Kanab zum rechten Rand des Glen Canyon und von Bitter Springs zu seinem linken Rand gebaut werden. Die Bauarbeiter campierten anfangs in Wohnwagen auf der linken, östlichen Seite der Schlucht, bis sich daraus eine Siedlung mit entsprechenden Versorgungseinrichtungen entwickelte, die später nach John C. Page, dem Leiter des Bureau of Reclamation, benannt wurde.
Damit die Bauarbeiter wenigstens zu Fuß die Schlucht überqueren konnten, ließ man zunächst von Roebling Steel Co. eine leichte Hängebrücke installieren. Auf Dauer war jedoch eine feste Brücke erforderlich, die so früh wie möglich für den Lkw-Verkehr der Baustelle zur Verfügung stehen sollte.
Die Brücke wurde von Robert Sailer geplant, dem Leiter der Brückenabteilung des Bureau of Reclamation in Denver. Am 1. Januar 1957 erhielt das Joint Venture Kiewit-Judson Murphy den Bauauftrag. Im Februar 1957 begann die Herstellung der Brücke im Werk in Kalifornien. Dort wurde ein vollständiger, auf der Seite liegender Fachwerkträger provisorisch zusammengebaut und anschließend wieder in seine Einzelteile zerlegt, die dann auf die gegenüberliegenden Seiten der Baustelle transportiert wurden. Dort wurden die Teile von zwei Kabelkranen zu ihrer vorgesehenen Position gehoben und im Freivorbau montiert. Die beiden über die Schlucht ragenden Bogenabschnitte wurden durch Seile abgespannt, bis sie sich in der Mitte mit großer Präzision trafen. Zur Sicherheit der Arbeiter waren Netze über die Schlucht gespannt.
Am 20. Februar 1959, also nach wenig mehr als zwei Jahren, wurde die Brücke feierlich eingeweiht.

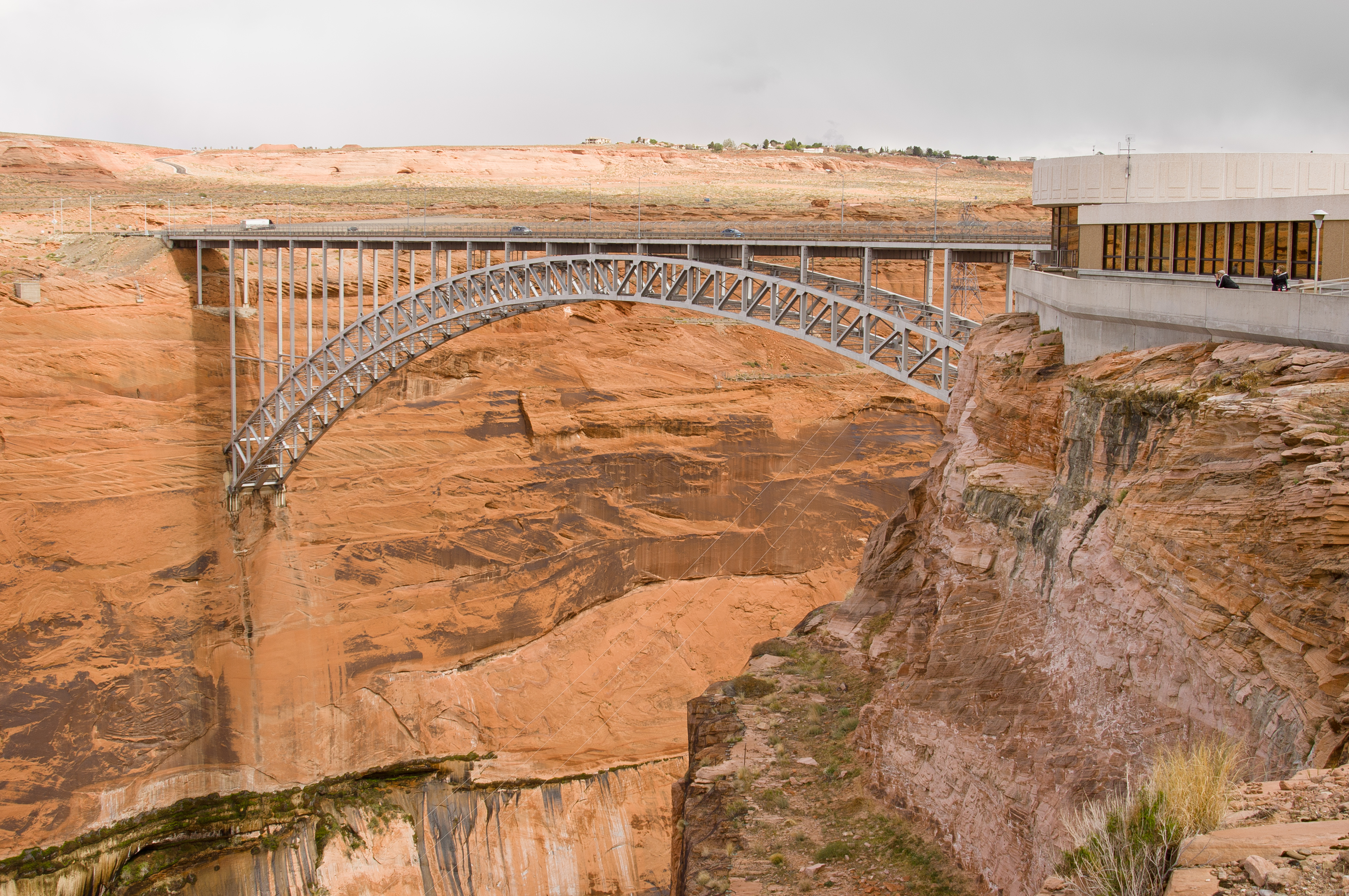
Die Glen-Canyon-Brücke mit Besucherzentrum (Nord-West-Ansicht)
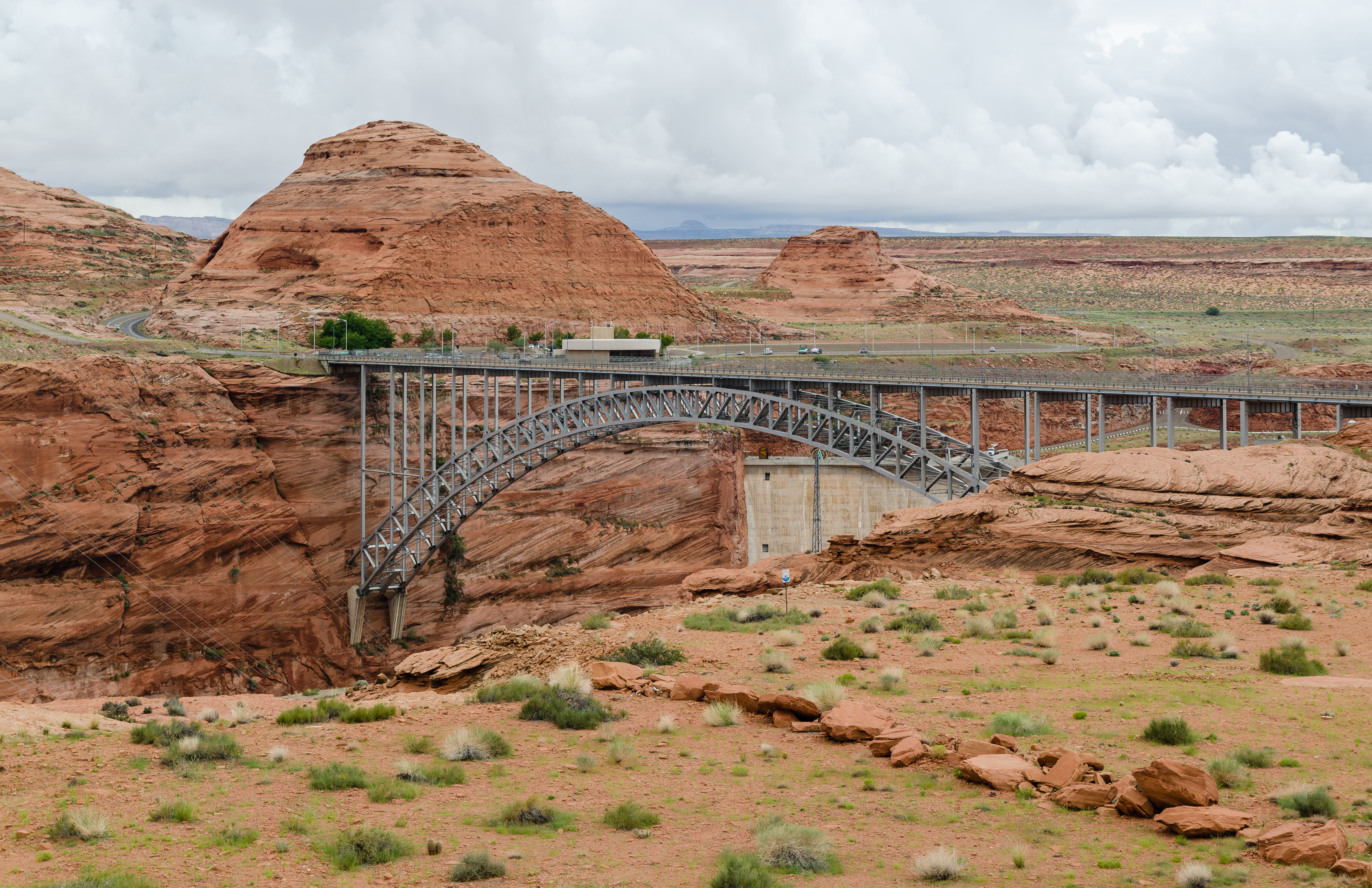
Die Glen-Canyon-Brücke (Süd-Ost-Ansicht)